# Gromada (administratif)
Pour les articles homonymes, voir Gromada.
La gromada (pluriel : gromady), en français « communauté », « rassemblement », « groupe » ou « assemblée », est une ancienne unité de base du découpage administratif de la Pologne.
Dans l'union polonaise-lituanienne, le terme fait référence à une organisation villageoise qui embrassait tous les habitants d'un village et constituait une autorité locale compétente notamment pour les questions d'impôt. Dans ce sens, la gromada s'est développée entre les XVIe et XVIIIe siècles, et a continué à fonctionner dans le Royaume du Congrès annexé à l'Empire russe. Leurs chefs avaient le titre de sołtys et étaient élus par la population locale.
La gromada a continué à fonctionner entre les deux guerres pendant la Deuxième République de Pologne, comme subdivision d'une gmina (commune).
Dans la Pologne communiste entre 1954 et 1972, les gromady constituaient le niveau le plus bas de l'administration locale, reprenant le rôle précédemment joué par les gminy. Une gromada était souvent constituée de plusieurs villages, mais elles étaient plus petites que les gminy antérieures.
En 1973, les gminy (communes) ont été réintroduites et les gromady abolies.
À l'heure actuelle, la plus petite unité de découpage administratif en Pologne rurale (subordonnée à la gmina) est le sołectwo.